# Haibach (Basse-Franconie)
Pour les articles homonymes, voir Haibach.
Haibach est une commune allemande de Bavière, située dans l'arrondissement d'Aschaffenbourg et le district de Basse-Franconie.

## Géographie

Situation de Haibach dans l'arrondissement d'Aschaffenbourg

Haibach est située à la limite occidentale du massif du Spessart, à 3 km à l'est d'Aschaffenbourg, le chef-lieu de l'arrondissement dont elle est une banlieue, à la limite avec l'arrondissement de Miltenberg.
La commune est composée des trois villages de Haibach, Grünmorsbach et Dörrmorsbach.
Communes limitrophes (en commençant par le nord et dans le sens des aiguilles d'une montre) : Hösbach, Bessenbach, Sulzbach am Main et la ville d'Aschaffenbourg.

## Histoire
La première mention écrite du village de Haibach date de 1187. Le village a appartenu à l'Électorat de Mayence et a rejoint le royaume de Bavière en 1814.
En 1972, la commune de Grünmorsbach fusionnait avec Haibach. En 1978, c'était le tour de Dörrmorsbach.

## Démographie
Village de Haibach seul :
| 1910  | 1933  | 1939  |
| ----- | ----- | ----- |
| 1 725 | 2 400 | 2 645 |

Commune de Haibach dans ses limites actuelles :
| 1840  | 1871  | 1900  | 1910  | 1933  | 1939  | 1950  | 1961  | 1970  |
| ----- | ----- | ----- | ----- | ----- | ----- | ----- | ----- | ----- |
| 1 243 | 1 432 | 1 903 | 2 302 | 3 175 | 3 457 | 4 519 | 5 367 | 6 827 |

| 1987  | 2003  | 2009  | - | - | - | - | - | - |
| ----- | ----- | ----- | - | - | - | - | - | - |
| 7 688 | 8 403 | 8 520 | - | - | - | - | - | - |